# L'existencialisme és un humanisme
L'existencialisme és un humanisme és una obra de 1946 del filòsof Jean-Paul Sartre, basada en una conferència homònima que va impartir al Club Maintenant de París el 29 d'octubre de 1945.

## Contingut
Sartre afirma que el concepte clau que defineix l'existencialisme és que l'existència d'una persona és anterior a la seva essència o «l'existència precedeix l'essència».
Així, Sartre rebutja el que ell anomena «excuses deterministes» i reclama que les persones han d'assumir la responsabilitat del seu comportament. Sartre defineix l'angoixa com l'emoció que senten les persones un cop s'adonen que són responsables no només d'elles mateixes, sinó de tota la humanitat. L'angoixa fa que les persones s'adonin que les seves accions guien la humanitat i els permet fer judicis sobre els altres basant-se en la seva actitud cap a la llibertat. Amb tot, «no és la voluntat la que dona valor a la possibilitat. La valoració depèn de mi, és cert, però no de la meva voluntat. Depèn del meu projecte, és a dir, de com percebo el món, com el visc».
L'angoixa també s'associa a la noció de «desesperació» de Sartre, que defineix com la confiança optimista en un conjunt de possibilitats que fan l'acció possible. Sartre afirma que «en modelar-me a mi mateix, modelo l'home», subratllant que l'acció de l'individu afectarà i modelarà la humanitat. A L'ésser i el no-res (1943) utilitza la desesperació per abraçar la llibertat i emprendre accions significatives en plena acceptació de les conseqüències que puguin sorgir com a resultat. També descriu l'«abandonament» com la solitud que senten les persones atees quan s'adonen que no hi ha Déu que prescrigui una forma de vida, no hi ha una guia per a la gent sobre com viure, sinó que estem abandonats en el sentit d'estar sols a l'univers i ser els àrbitres de la nostra pròpia existència. «Hi ha una contingència de l'existència humana. És una condemna del seu ésser. El seu ésser no està determinat, de manera que correspon a cadascú crear la seva pròpia existència, de la qual després n'és responsable. No es pot no ser lliure, hi ha una forma de necessitat de llibertat, a la qual no es pot renunciar mai». Sartre clou l'obra destacant que l'existencialisme, com que és una filosofia de l'acció i que es defineix a si mateixa, és optimista i alliberador. «Sartre ofereix una descripció de l'ésser humà com a projecte i com a compromís».

## Recepció
L'existencialisme és un humanisme ha estat «un punt de partida popular en les discussions sobre el pensament existencialista» i, segons les paraules del filòsof Thomas Baldwin, «es va apoderar de la imaginació de tota una generació». Tanmateix, el propi Sartre va rebutjar més endavant algunes de les opinions expressades en l'obra, i va lamentar-ne la publicació. Altres filòsofs han criticat la conferència per diversos motius: Martin Heidegger va escriure en una carta al filòsof i germanista Jean Beaufret que, mentre que l'afirmació de Sartre que «l'existència precedeix l'essència» inverteix l'afirmació metafísica que l'essència precedeix l'existència, «la reversió d'una essència continua essent una afirmació metafísica». Segons Heidegger, Sartre «es queda amb la metafísica en l'oblit de la veritat de l'ésser. Marjorie Grene va trobar que la discussió de Sartre sobre «el problema de la relació entre els individus» a L'existencialisme és un humanisme era més feble que la que havia proposat anteriorment a L'ésser i el no-res. Walter Kaufmann va comentar que la conferència «s'ha confós àmpliament amb la declaració definitiva de l'existencialisme», però més aviat és «una conferència brillant que porta el segell del moment». Segons Kaufmann, Sartre comet errors de facto, com la identificació errònia del filòsof Karl Jaspers com a catòlic i la presentació d'una definició de l'existencialisme oberta a ser qüestionada. Thomas C. Anderson va criticar Sartre per afirmar sense explicacions que si una persona busca la llibertat d'autoritats externes falses, llavors invariablement ha de permetre aquesta llibertat per als altres.
El filòsof Frederick Copleston va afirmar que Sartre, com Georg Wilhelm Friedrich Hegel i Edmund Husserl, interpretava les opinions de René Descartes com una anticipació de les seves pròpies opinions filosòfiques. El neurobiòleg Steven Rose va referir-se a la declaració de Sartre que sosté que l'home «serà el que faci de si mateix» com un «cant retòric a la dignitat de l'home universalista» i «més un exercici d'eslògan polític que no pas un pensament filosòfic sostenible», i va assenyalar l'envelliment i la malaltia com a exemples de factors que limiten la llibertat humana. El filòsof Slavoj Žižek va argumentar que hi ha un paral·lelisme entre les opinions de Sartre i les afirmacions fetes pel personatge del pare Zosima a la novel·la de Fiódor Dostoievski Els germans Karamàzov (1880): mentre que Sartre creu que la llibertat total comporta una responsabilitat total, per al pare. Zosima «cadascú de nosaltres és responsables dels pecats de tots els homes».